# Tanzlehrer

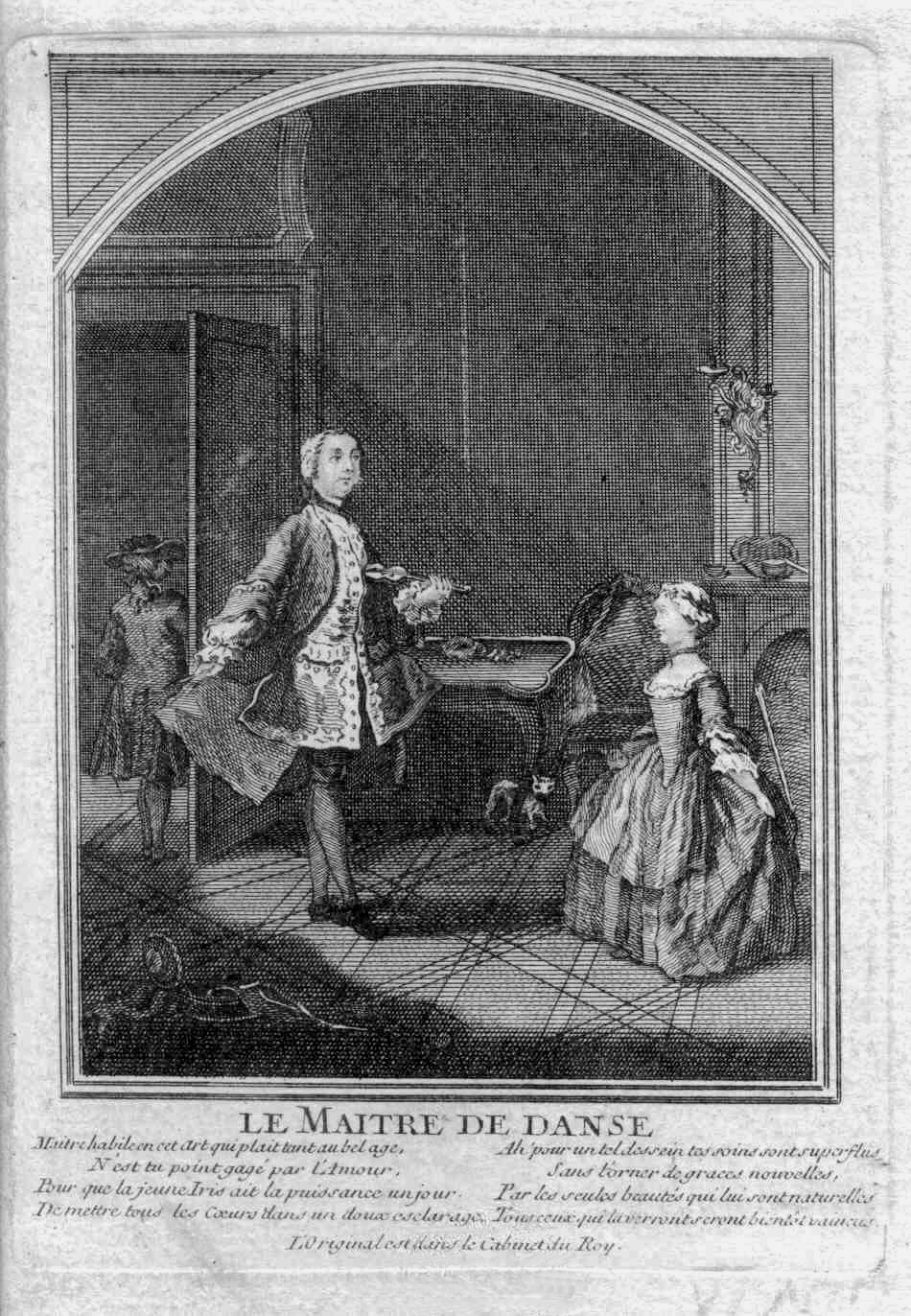
Tanzmeister mit Pochette

Ein Tanzlehrer ist eine Person, die Tanz unterrichtet. Der Begriff wird heutzutage insbesondere für Personen verwendet, die freiberuflich oder in einer Tanzschule den Gesellschaftstanz oder Spezialtänze, wie beispielsweise Salsa, Tango Argentino oder Discofox, lehren.

## Geschichte
Der Adel, der bis mindestens 1918 (dem endgültigen Untergang des Ancien Régime) die gesellschaftliche Oberschicht darstellte, hatte private Tanzlehrer, weil der Tanz zu den standesgemäßen Umgangsformen gehörte. Dieser Beruf wurde im 17. und 18. Jahrhundert noch von reisenden berühmten Tänzern und, für die weniger vermögenden Bürger, vom Fahrenden Volk ausgeübt.
Eine veraltete Bezeichnung für diese Funktion ist Tanzmeister. An großen Höfen gab es fest angestellte Tanzmeister. Der Tanzmeister musste nicht nur unterrichten, sondern auch Bewegungsabläufe von Festen und Zeremonien oder Kontratänze auf Bällen arrangieren. Am Theater war er zugleich der Ballettmeister und Choreograf. Die Bezeichnung Tanzmeister wurde an den deutschen Theatern in den 1920er Jahren mit dem Aufkommen des modernen künstlerischen Tanzes wieder gebräuchlich zur Unterscheidung vom Ballettmeister.

## Ausbildung

### Deutschland
In Deutschland zählt der Tanzlehrer zu den freien Berufen, die jedoch nicht an eine Ausbildung oder Konzession gebunden ist. Es darf sich jeder ohne Ausbildung Tanzlehrer nennen und eine Tanzschule eröffnen. Der Allgemeine Deutsche Tanzlehrerverband (ADTV) und der Berufsverband Deutscher Tanzlehrer (BDT) als Berufsorganisationen der Tanzlehrer in Deutschland bieten eine Ausbildung zum Tanzlehrer an. Der BDT richtet sich nach Vorgaben des Berufsbildungsgesetzes. Ablauf und vertragliche Bedingungen der Ausbildung richten sich beim ADTV nach den Vorgaben des Berufsbildungsgesetzes. Ein weiterer Anbieter für Tanzlehrerausbildung ist das private Unternehmen DTHO (Deutsche Tanzlehrer- und HipHop-Tanzlehrer Organisation).

#### Ausbildung ADTV-Tanzlehrer
Die Berufsausbildung im ADTV umfasst eine praktische, tänzerische, fachlich-theoretische und überfachliche Ausbildung, die sich am Berufsbildungsgesetz orientiert.
Diese betriebliche Ausbildung beginnt jeweils zum 1. August, 1. September oder 1. Oktober eines Jahres in einer anerkannten Ausbildungsschule des ADTV mit einer dreijährigen Lehre. Dazu begleitend findet bis zu drei Mal vormittags oder im Blockunterricht ein fachlich-theoretischer und tänzerischer Unterricht in einer autorisierten ADTV Berufsausbildungsschule statt. Weitere berufsbegleitende Inhalte werden außerbetrieblich in Seminaren vermittelt.
Neben der Ausbildung im Gesellschaftstanz gehören noch Spezialausbildungen dazu, deren Inhalt im Rahmen des gegebenen Kataloges, von verschiedenen Fachbereichen wählbar sind. Die in der Ausbildungs- und Prüfungsordnung integrierten Rahmenpläne definieren die einzelnen Ausbildungsinhalte, wie sie sich auf die Dauer der Ausbildung verteilen.
Auszubildende im ADTV sind als assoziierte Mitglieder in der Mitgliederversammlung redeberechtigt und werden im Präsidium vom Sprecher der Angestellten Tanzlehrer (AT) vertreten.
Nach bestandener Abschlussprüfung bzw. bei entsprechender Voraussetzung ist eine Qualifizierung zum IHK-Fachwirt für Tanzschulen möglich.

#### Ausbildung BDT-Tanzlehrer
Die Ausbildung zum BDT-Tanzlehrer dauert 3 Jahre und umfasst eine grundlegende Schulung der tänzerischen und didaktischen Fähigkeiten, die zum Unterrichten von Tanz notwendig sind.
Ausbildungsbeginn ist entweder der 1. Januar oder der 1. September. Nach jedem Ausbildungsjahr findet eine Zwischenprüfung statt, nach 3 Jahren die Abschlussprüfung zum Tanzlehrer (BDT).
Voraussetzungen:
- eine abgeschlossene Schulausbildung (mindestens mittlere Reife wird empfohlen)
- die Vollendung des 18. Lebensjahres

### Schweiz
Auch in der Schweiz ist die Tanzlehrer-Ausbildung nicht gesetzlich geregelt.
Die Schweizer Tanzlehrervereinigung SwissDance bietet jedoch eine Ausbildung zum Tanzlehrer an, die im Wesentlichen aus drei Etappen-Prüfungen besteht. Das Bestehen der ersten Etappe berechtigt zum Tragen des Titels „dipl. Tanzlehrer swissdance“, die zweite Stufe ist die eidgenössische Prüfung, die berechtigt, den geschützten Titel als „Paartanzlehrer mit eidgenössischem Fachausweis“ zu tragen. Die dritte Stufe ist eine Spezialisierung bzw. Expertenausbildunf, die man für einzelne Tänze oder Tanzsparten separat machen kann. Es ist Sache des Schülers sich den Prüfungsstoff anzueignen. Dies kann z. B. im Rahmen eines Lehrvertrags mit einer Tanzschule oder aber auch durch Privatstunden geschehen.

### Österreich
In Österreich dauert die Ausbildung zum VTÖ-Tanzlehrer drei Jahre, mit anschließender staatlicher Prüfung. Die praktische Ausbildung erfolgt in einer VTÖ-Tanzschule, hinzu kommt einmal monatlich theoretischer Unterricht in der Ausbildungsschule des Verbandes der Tanzlehrer Wiens.
Nach der Ausbildung zum Tanzlehrer kann eine weitere zweijährige Ausbildung zum Tanzmeister absolviert werden.